# Montagu Corry, 1. Baron Rowton

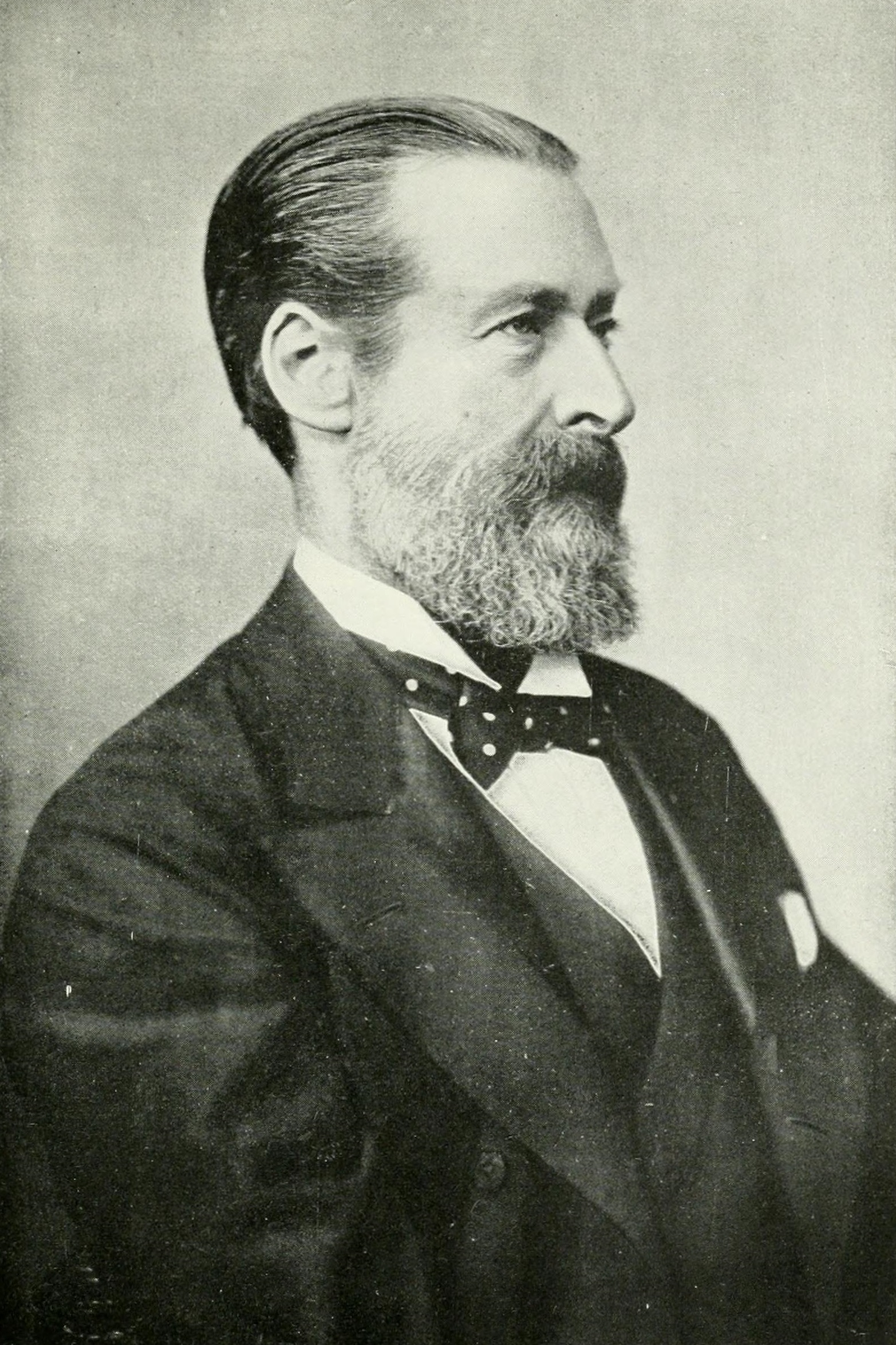
Montagu Corry, 1. Baron Rowton

Montagu William Lowry-Corry, 1. Baron Rowton (* 8. Oktober 1838 in London; † 9. November 1903 ebenda), war ein britischer Politiker und Philanthrop. Der Nachwelt bekannt geworden ist er als langjähriger Privatsekretär des konservativen Politikers und zweimaligen Premierministers Benjamin Disraeli. Als Philanthrop hinterließ er zudem die Einrichtungen der sogenannten „Rowton Houses“, die – im Gegensatz zu den sonstigen meist hygienisch unzureichenden und heruntergekommenen Gästehäusern der Viktorianischen Zeit – als saubere und komfortable Herbergen für die britische Arbeiterklasse dienten.

## Herkunft, Jugend und Ausbildung
Montagu Corry wurde in Grosvenor Square in London geboren. Oft nur „Monty“ genannt, war Montagu Corry der zweite Sohn von Henry Thomas Lowry-Corry und seiner Frau, Lady Harriet, Tochter des 6. Earl of Shaftesbury. Sein Großvater war Somerset Lowry-Corry, 2. Earl Belmore, ein namhafter Politiker der Regency-Epoche. Der 7. Earl of Shaftesbury, ein engagierter Sozialreformer, war sein Onkel mütterlicherseits. Corry besuchte zunächst die renommierte Harrow-Privatschule und studierte dann in Cambridge am Trinity College. Danach praktizierte er drei Jahre lang als Barrister am Schwurgericht.

## Politische Karriere

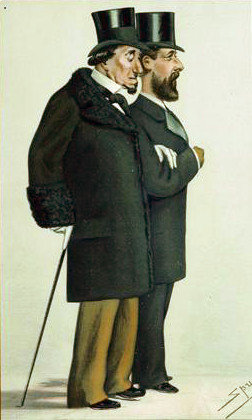
Montagu Corry (rechts) mit Disraeli, Karikatur von Leslie Ward in Vanity Fair

Montagu Corrys Vater war langjähriges Mitglied im britischen Unterhaus (House of Commons), wo er 47 Jahre lang (1826–1873) das County Tyrone repräsentierte und auch kurzfristig President of the Council sowie Erster Lord der Admiralität in Lord Derbys dritter Regierung (1866–1868) gewesen war. So war Montagu Corry von Anfang an Teil der politischen Welt der Konservativen Partei und bewegte sich im Umfeld zahlreicher politischer Größen seiner Zeit. Dabei fiel er aufgrund seiner persönlichen Fähigkeiten und seiner gewinnenden Persönlichkeit dem konservativen Spitzenpolitiker Benjamin Disraeli auf. Als dessen Sekretär, Earle, ein eigenes politisches Amt anstrebte, wählte Disraeli Montagu Corry als Nachfolger aus und machte ihn 1866 zu seinem Privatsekretär. Corry, hochbefähigt aber ohne eigene politische Ambitionen, wurde in den folgenden Jahren zu Disraelis unverzichtbarem Schatten. Corry übernahm nicht nur die üblichen Tätigkeiten eines Privatsekretärs, er wurde nach dem Tod von Disraelis Frau Mary Anne auch zu seinem Gesellschafter, Vertrauten und Ratgeber, dazu übernahm er immer weitere Verwaltungsaufgaben. In seinem Roman Endymion widmete Disraeli seinem Sekretär schließlich eine eigene Passage.
Nachdem Disraeli 1868 zurückgetreten war, lehnte Montagu Corry zahlreiche andere Angebote ab, weil er weiterhin für Disraeli arbeiten wollte. Als die Konservativen bei den Unterhauswahlen 1874 eine Mehrheit errangen, wurde Disraeli erneut Premierminister. Montagu Corry nahm nun erneut die Stelle als offizieller Privatsekretär des Premierministers in dessen Regierung ein. Er wurde zunehmend Disraelis Vertrauter und hatte ein enges Verhältnis zu ihm, was mehr und mehr einem Vater-Sohn-Verhältnis entsprach. Als Sekretär hatte er zudem großen politischen Einfluss und verfasste teilweise die Thronreden und Regierungserklärungen. Seine unangefochtene Stellung, verbunden mit Disraelis Indifferenz in einigen innenpolitischen Fragen, veranlasste das Kabinettsmitglied Lord Carnarvon schließlich sogar zu der Klage, „M. Corry ist faktisch Premierminister.“ Corry begleitete Disraeli, der nunmehr als Lord Beaconsfield geadelt war und im Oberhaus (House of Lords) saß, 1878 auch auf den Berliner Kongress. Für seine treuen Dienste wurde er 1878 als Companion des Order of the Bath ausgezeichnet. Disraeli hielt ihn geeignet, einen Ministerposten auszufüllen und bot ihm mehrfach Posten an, er verzichtete jedoch jedes Mal und stellte seine persönlichen Ambitionen völlig zurück.

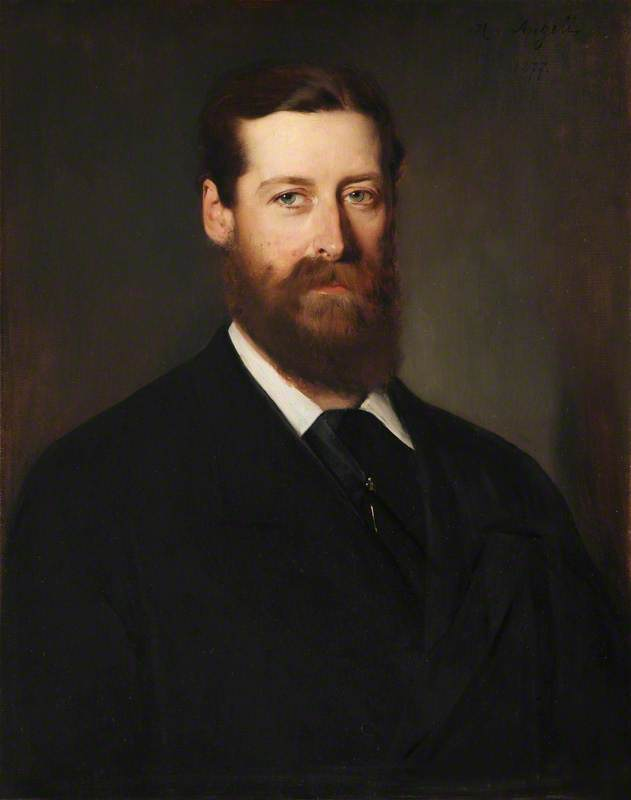
Montagu Corry, 1. Baron Rowton, Porträt von Heinrich von Angeli (1877)

Nach der Niederlage der Konservativen bei den Unterhauswahlen 1880 wurde er auf Vorschlag von Disraeli für seine langjährige Dienste am 6. Mai 1880 als Baron Rowton, of Rowton Castle in the County of Salop, zum erblichen Peer erhoben. Rowton Castle war zu dieser Zeit sein bevorzugter Wohnsitz; das Landhaus, welches er 1889 schließlich erbte, gehörte seiner Tante mütterlicherseits, Lady Charlotte Barbara Lyster. Außerdem war Corry in der Grafschaft Shropshire Deputy Lieutenant und Justice of the Peace. William Gladstone, Disraelis langjähriger verhasster politischer Rivale, echauffierte sich über die Nobilitierung und verglich sie mit einem Akt des römischen Kaisers Caligula, der sein Pferd zum Konsul ernannt hatte.
Corry arbeitete in der folgenden Oppositionszeit weiter als Privatsekretär für Disraeli und übernahm für diesen auch die Verhandlungen mit dem Verlag Longmans über die Veröffentlichung von Disraelis letzten fertiggestellten Roman, Endymion. Während Montagu Corry sich im Frühjahr des Jahres 1881 im nordafrikanischen Algier aufhielt, wohin er aufgrund des milderen Klimas seine kranke Schwester gebracht hatte, erkrankte Disraeli schwer; Montagu Corry eilte daraufhin nach London zurück, um noch rechtzeitig am Sterbebett von Disraeli anwesend zu sein. Corry organisierte nachfolgend Disraelis Beerdigung; Disraeli hinterließ ihm als Exekutor seines letzten Willens seine gesamte Korrespondenz und seine privaten Papiere.
Nach dem Tod von Disraeli wurde Montagu Corry auch dessen Nachfolger als enger Vertrauter von Königin Victoria, die ihn häufig nach Windsor Castle oder Osborne House einlud, um sich persönlichen Ratschlag zu holen oder um ihn als diskreten politischen Mittelsmann einzusetzen für politische Verhandlungen. 1897 wurde er zum Knight Commander des Royal Victorian Order geschlagen, 1900 folgte seine Berufung ins Privy Council. Jahrelang plante er, über Disraeli eine Biographie zu verfassen, konnte jedoch die nötige Zeit nie aufbringen, weshalb diese Aufgabe schließlich an William Flavelle Monypenny fiel.

## Privatleben

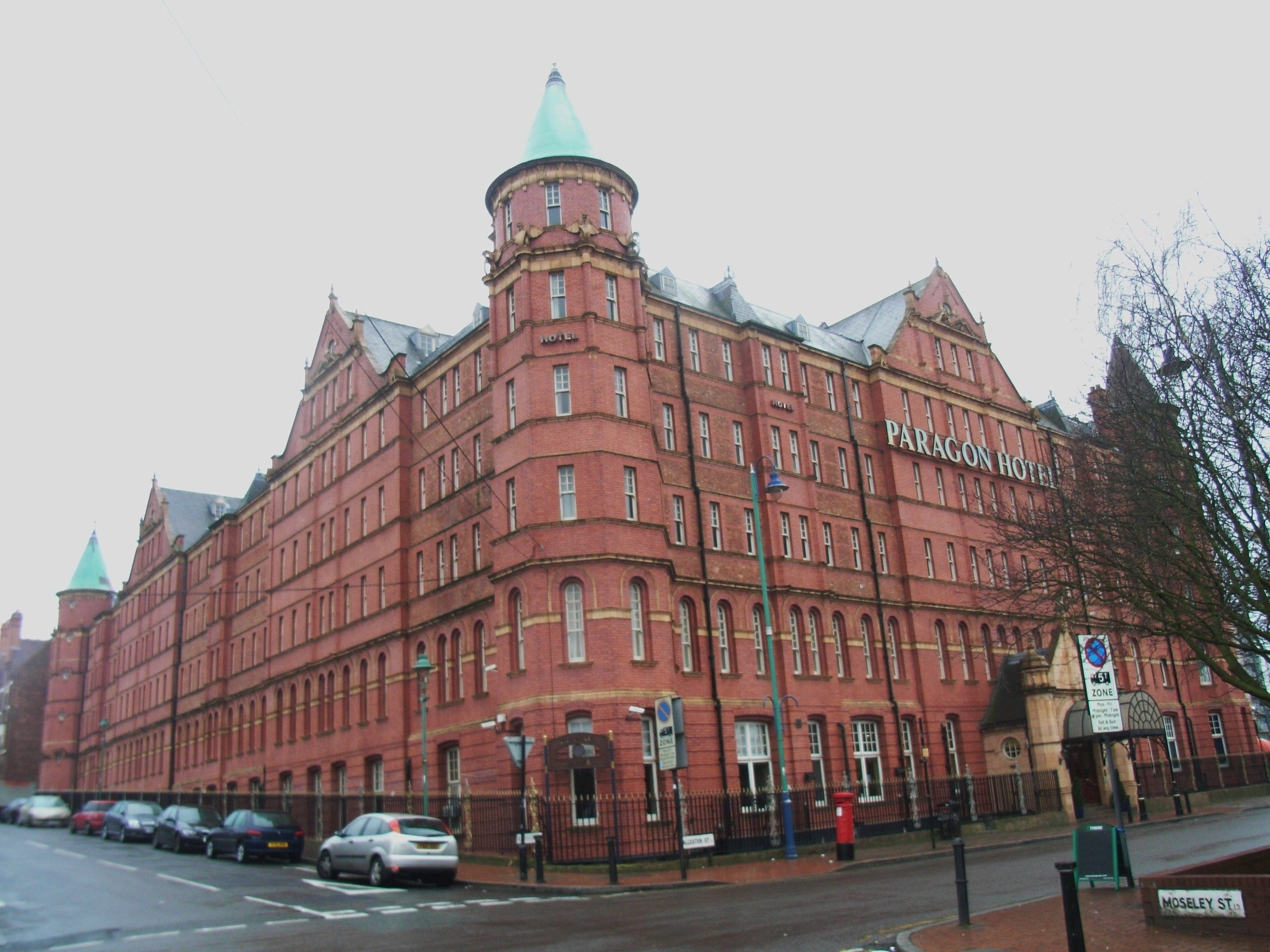
Das 1903 eröffnete Rowton House in Birmingham, heute ein Hotel

Montagu Corry blieb zeitlebens Junggeselle. Er nahm jedoch aktiv am Londoner Gesellschaftsleben teil und hatte im Laufe der Jahre zahlreiche Affären; mit Violet, Marchioness of Granby, verband ihn eine langjährige Liebesaffäre. Er war mutmaßlich auch der Vater von Lady Violet Manners, der zweiten Tochter der Marchioness.
Weiterhin ist er bekannt als philanthropischer Gründer der Rowton Houses, sechs großer Herbergen für armutsbedrohte Männer der Arbeiterklasse, die weitaus komfortabler und hochwertiger waren als die in aller Regel ärmlichen und hygienisch verwahrlosten Gästehäuser der Viktorianischen Zeit.
Montagu Corry verstarb im November 1903 in seinem Londoner Haus am Berkeley Square im Alter von 65 Jahren. Er wurde auf dem Kensal Green Cemetery beerdigt; eine Gedenktafel in der St Michael’s Parish Church in Alberbury, Shropshire, erinnert an ihn. Als Junggeselle ohne legitime Nachkommen erlosch sein Titel mit ihm.